# Helmut Kolle

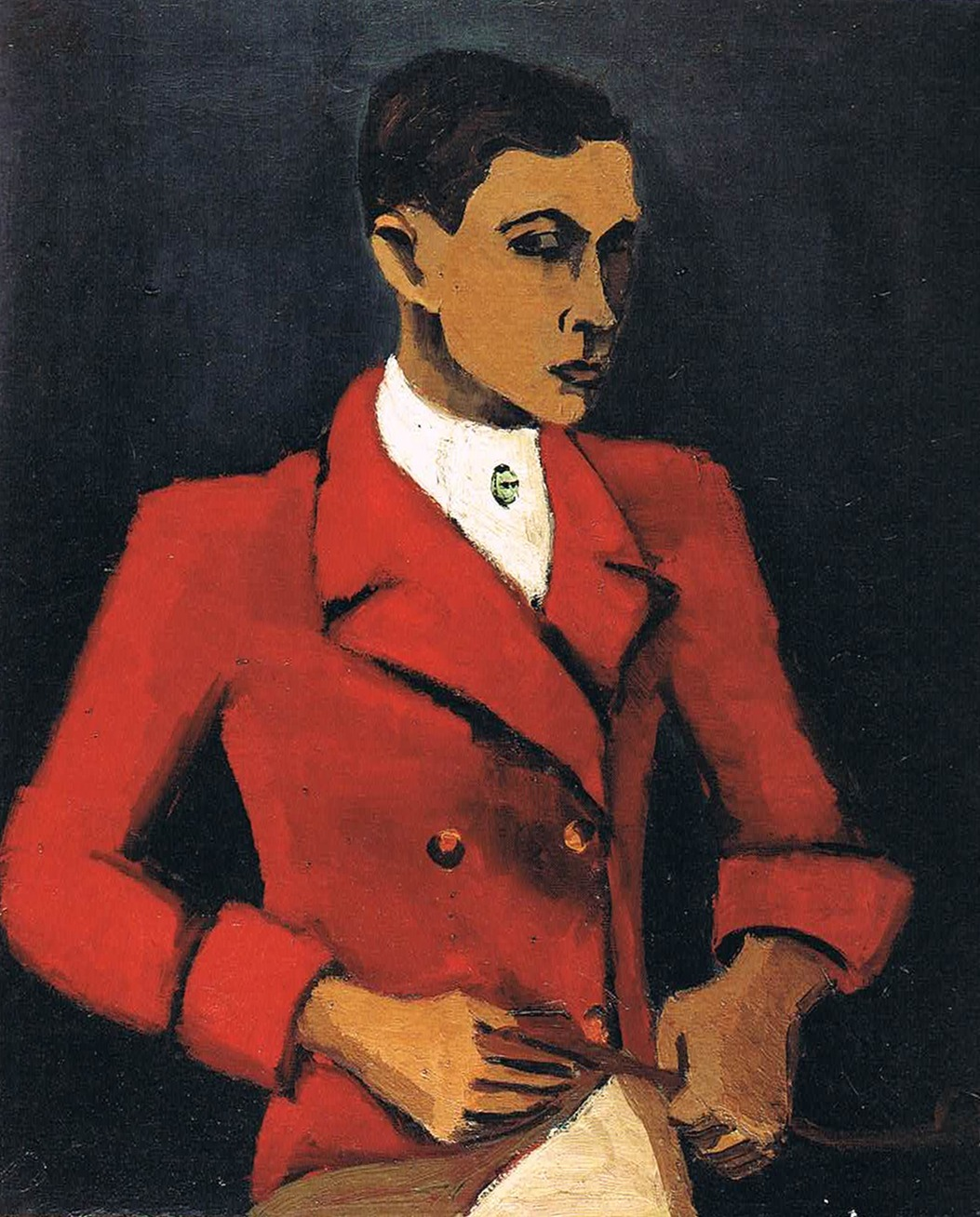
Helmut Kolle: Selbstbildnis im Jagdkostüm, um 1930

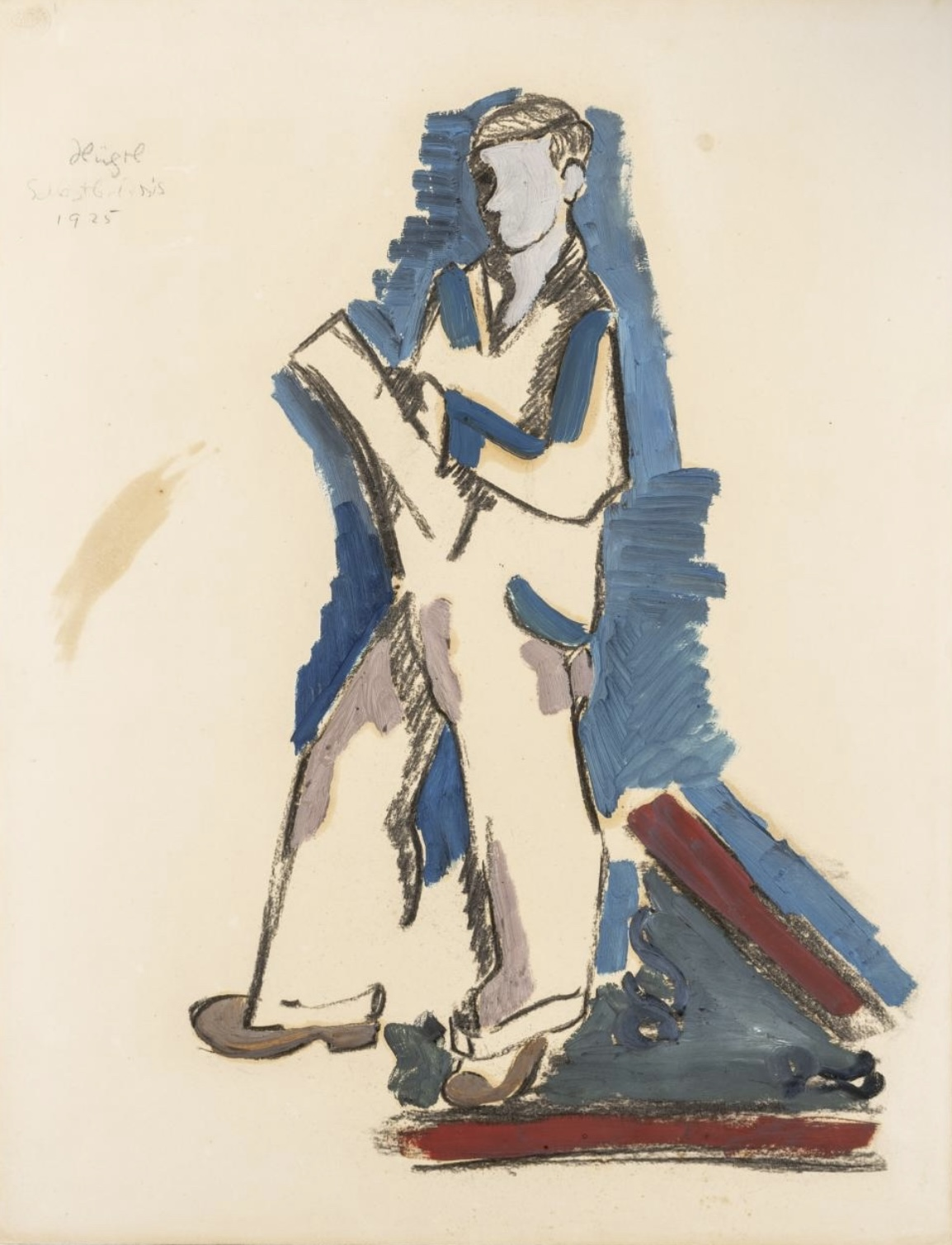
Helmut Kolle: Selbstbildnis (mit Zeichenblock), um 1925

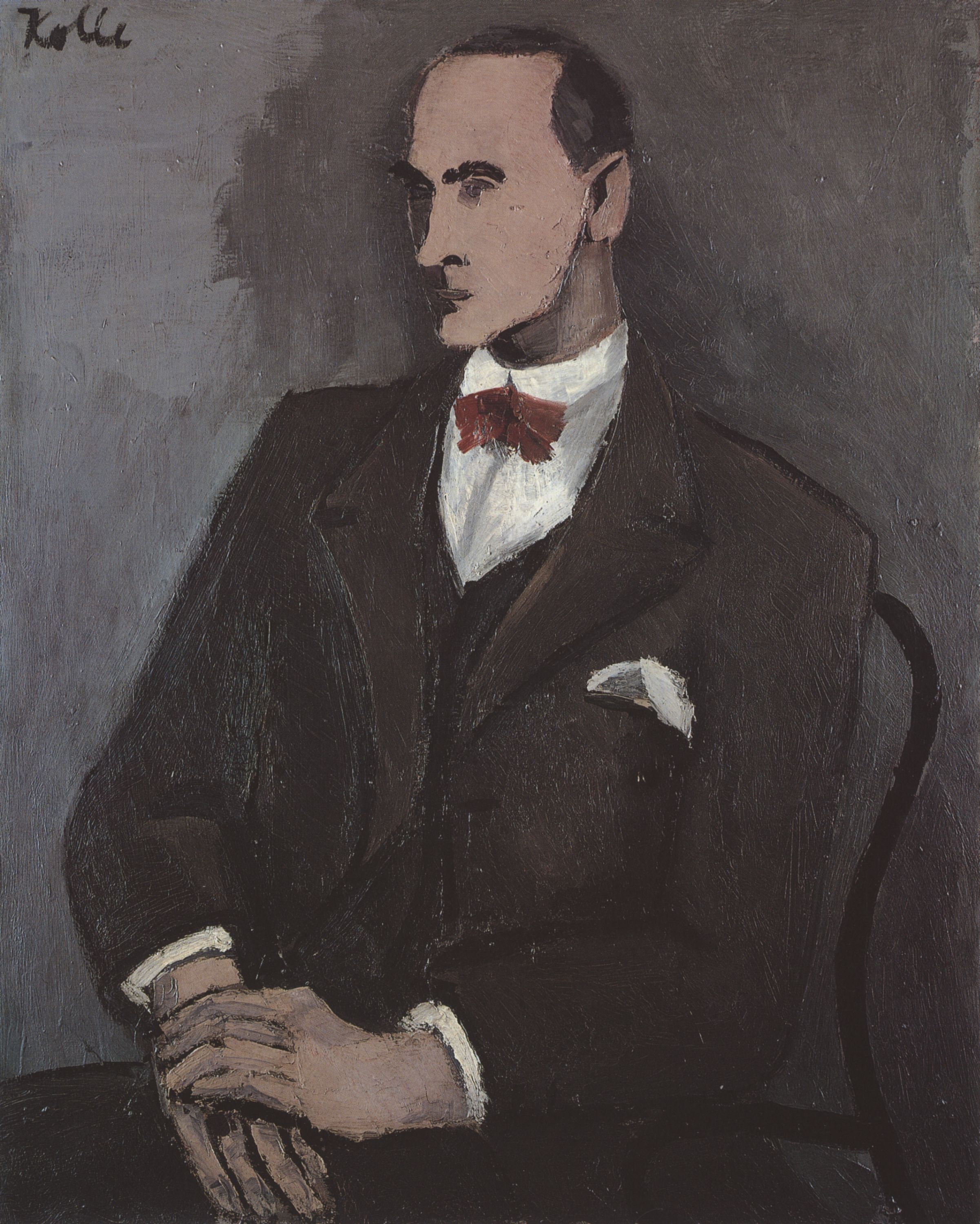
Helmut Kolle: Porträt Wilhelm Uhde, um 1930

Helmut Kolle (* 24. Februar 1899 in Charlottenburg; † 17. November 1931 in Chantilly bei Paris) war ein deutscher Maler (Pseudonym Helmut vom Hügel). Er konnte sich als einer von wenigen deutschen Malern in den 1920er Jahren auf dem französischen Kunstmarkt durchsetzen.

## Leben und Werk
Helmut Kolle, zweiter Sohn des Bakteriologen Wilhelm Kolle, erhielt schon als Kind Malunterricht. Ab 1906 lebte die Familie in Bern, von 1917 bis 1918 in Frankfurt am Main. Dort lernte er den über 20 Jahre älteren homosexuellen Wilhelm Uhde kennen, der auch sein Mentor wurde, und lebte mit ihm bis zu seinem Tod zusammen.
1918 nahm er in Frankfurt am Main kurze Zeit Malunterricht bei Erna Pinner. Von 1919 bis 1922 lebte er mit Uhde auf Burg Lauenstein im Frankenwald. 1919 bis 1920 arbeitete er an der von seinem Freund herausgegebenen Zeitschrift Die Freude mit, für die er Rezensionen und Kunstkritiken verfasste. In dieser Zeit schrieb er auch zahlreiche lyrische und Prosatexte und begann mit der Ölmalerei. Seine Gemälde signierte er in Abgrenzung von seinem literarischen Schaffen zunächst mit dem Pseudonym „Helmut vom Hügel“ bzw. HvH. 1922 wurde bei ihm Endokarditis diagnostiziert; in diesem Jahr zogen er und Uhde nach Berlin. 1924 hatte Kolle seine erste Einzelausstellung in Dresden im renommierten Kunstsalon Emil Richter.

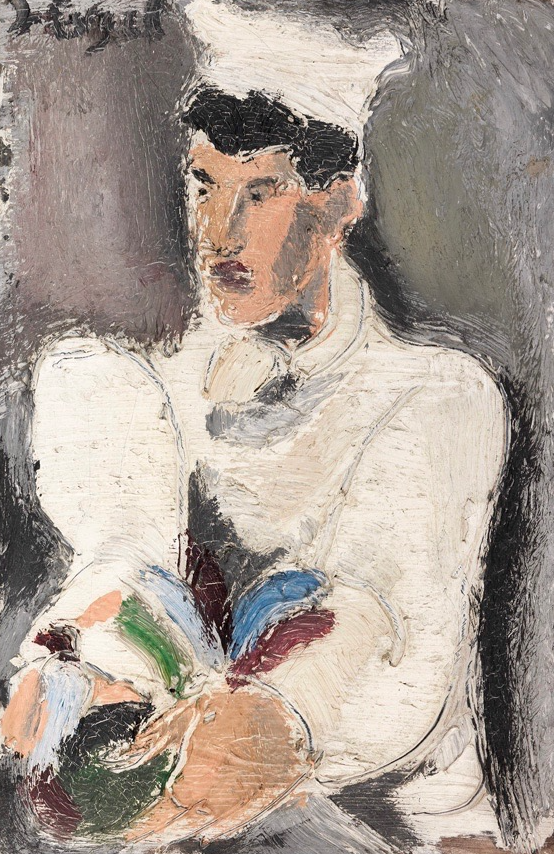
Selbstbildnis „Le cuisinier et le coq“ („Der Koch und der Hahn“), Paris 1924

Großer männlicher Akt mit gekreuzten Armen, 1925

1924 folgte er Uhde nach Frankreich, wo dieser bereits vor dem Ersten Weltkrieg gelebt hatte und als Kunsthändler und Kunstsammler tätig gewesen war. Ab 1924 baute Uhde in Paris eine zweite bedeutende Kunstsammlung auf und entdeckte und förderte die Vertreter der Naiven Kunst, darunter Henri Rousseau, aber auch seine vormalige Putzfrau Séraphine Louis oder Camille Bombois und Louis Vivin. Vor allem aber protegierte Uhde die Entwicklung seines Partners Helmut Kolle und organisierte ihm zahlreiche Ausstellungen. Aus der Ausstellung 1926 in der Galerie Bing in Paris konnte Kolle fast alle seine Bilder verkaufen. Ab diesem Zeitpunkt signierte er mit seinem bürgerlichen Namen. Durch Uhde lernte er Pablo Picasso, Georges Braque und Henri Rousseau kennen. Picasso entdeckte in seinen Gemälden „große Vitalität“.
1928 zogen Uhde und Kolle nach Chantilly, wo er, schon schwerkrank, unter anderem das Sujet der berittenen algerischen Spahis entdeckte. 1929 stellte er in der Pariser Galerie Georges Bernheim sowie ab 1931 mehrfach in der Londoner Wertheim Gallery aus. 1931 verstarb Kolle in seinem Wohnort und wurde auf dem Friedhof in Chantilly beigesetzt.
Wilhelm Uhde richtete ihm 1932 in der Pariser Galerie Jacques Bonjean eine Erinnerungsausstellung ein und publizierte 1935 die umfangreiche Monografie Der Maler Helmut Kolle. Das Bildnis eines Frühvollendeten.
1937 wurden in der Nazi-Aktion „Entartete Kunst“ aus dem Städelschen Kunstinstitut und Städtische Galerie Frankfurt/Main sein Ölgemälde Junger Mann mit Baskenmütze (99,5 × 81 cm, 1931) und aus dem Städtischen Kunsthaus Kassel das Kasein-Gemälde Der Stierkampf beschlagnahmt. Ersteres ist verschollen, das andere wurde 1941 in Halle/Saale in der Wanderausstellung „Entartete Kunst“ vorgeführt und dann wahrscheinlich vernichtet.
Die erste Ausstellung nach dem Zweiten Weltkrieg 1946 in Pariser Galerie de France organisierte ebenfalls Uhde.
In der deutschen Öffentlichkeit hatte Helmut Kolle bis zur großen Retrospektive im Münchner Lenbachhaus 1994/1995, kuratiert von Hartwig Garnerus, eine geringe Bekanntheit, was mit seinem frühen Tod und der Tatsache zusammenhängt, dass sich nur wenige seiner Gemälde im Bestand von deutschen Museen befinden. Die Ausstellung im Lenbachhaus fand ein internationales Echo und hatte 40.000 Besucher, für einen bis dahin unbekannten Künstler der Durchbruch. Der Katalog der Ausstellung war die erste grundlegende veröffentlichte Forschungsarbeit über Kolle in Deutschland. Der 1935 von Wilhelm Uhde publizierte Text „Der Maler Helmut Kolle. Das Bildnis eines Frühvollendeten“ wurde im Katalog ebenso wieder abgedruckt wie Klaus Manns Artikel „Der Maler Helmut Kolle“ (1936). Die Deutsche Post ehrte Helmut Kolle 1995 mit einer Sondermarke. In der Folge der Ausstellung im Lenbachhaus wurden dem Museum zwei Gemälde Helmut Kolles als Dauerleihgaben („Großer Männlicher Akt mit gekreuzten Armen“, 1925, und „Der Selbstmörder“, 1930) zur Verfügung gestellt, wovon „Der Selbstmörder“ 2003 dauerhaft als Schenkung Hartwig Garnerus’ in die Sammlung des Museums einging.
Weitere Gemälde Kolles in deutschen Museen befinden sich in der Münchner Pinakothek der Moderne, im Städel Museum in Frankfurt am Main sowie vor allem im Museum Gunzenhauser der Kunstsammlungen Chemnitz. Dort befindet sich in der Stiftung des Münchner Galeristen Alfred Gunzenhauser das größte Konvolut an Werken Helmut Kolles in öffentlichem Besitz. Seit der Nachkriegszeit waren es vor allem drei Galerien, das Werk Kolles ausstellten, publizierten und handelten: in Düsseldorf die Galerie Vömel und die Galerie-Orangerie Reinz sowie in München die Galerie Gunzenhauser.

Selbstbildnis mit Palette, 1925

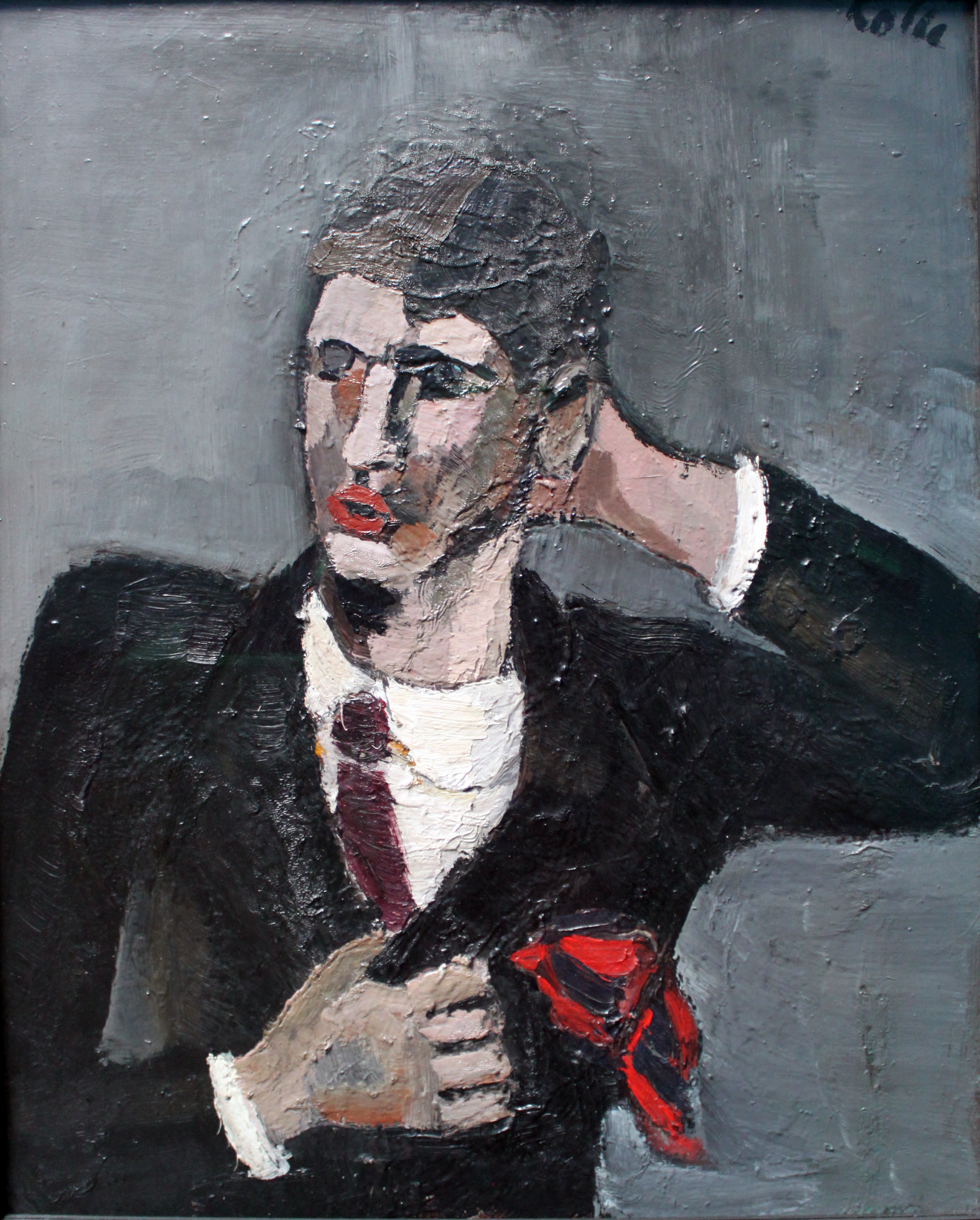
Selbstbildnis, 1930, Städel-Museum

## Ausstellungen
Kolles Werk wurde bisher in vier Ausstellungen gezeigt: 1952/1953 in der Kestnergesellschaft Hannover, im Hamburger Kunstverein sowie im Städel Museum in Frankfurt am Main, 1970 im Osthaus Museum Hagen, 1994/1995 im Münchener Lenbachhaus sowie 2010/2011 im Museum Gunzenhauser in Chemnitz. Die Ausstellung in Chemnitz trug den Titel Helmut Kolle – Ein Deutscher in Paris und zeigte 90 Exponate einschließlich zahlreicher Leihgaben. Ab Mai 2011 wurde diese Schau (etwas verändert) im Ernst-Barlach-Haus in Hamburg gezeigt (29. Mai bis 25. September 2011). 2014 zeigte das Städel „Vergessene Körper: Helmut Kolle und Max Beckmann“.
In Frankreich befinden sich Kolles Werke im Musée National d’Art Moderne im Centre Pompidou in Paris, im Musée de Grenoble, im Musée d’Art et d’Archeologie in Senlis sowie im Burgmuseum von Vitré.

## Film
In der 2008 realisierten Filmbiografie „Séraphine“ über die naive Malerin Séraphine Louis wird Helmut Kolle von Nico Rogner dargestellt.
Im Jahr 2010 wurde im Haus des Sammlers Hartwig Garnerus der Film „Lebensgier und Bitterkeit. Der Maler Helmut Kolle“ mit mehr aus 30 Hauptwerken von Kolle gedreht (zweisprachiger Text).